# Corgatha rubra
Corgatha rubra là một loài bướm đêm trong họ Erebidae.